# Glossadelphus ovatus
Glossadelphus ovatus är en bladmossart som beskrevs av J.C. Norris och T. Koponen 1985. Glossadelphus ovatus ingår i släktet Glossadelphus och familjen Hypnaceae. Inga underarter finns listade i Catalogue of Life.